# Reprezentarea numerelor de ocupare
Reprezentarea numerelor de ocupare, numită și cuantificarea a doua, este o descriere a stărilor unui sistem de particule identice, utilizată în mecanica cuantică și teoria cuantică a câmpurilor. Ea reprezintă o alternativă la produsele de funcții uniparticulă simetrizate (pentru bosoni) sau antisimetrizate (pentru fermioni). Acestea sunt înlocuite prin operatori de creare și anihilare, definiți în 1927 de P.A.M. Dirac pentru un gaz de fotoni și utilizați de Pascual Jordan pentru un gaz de electroni. Teoria este avantajoasă în cazul sistemelor cu un număr mare de particule; ea a fost elaborată în continuare de Vladimir Fock în 1932, pentru sistemele cu un număr variabil de particule.

## Numere de ocupare
Conform postulatului simetrizării, funcțiile de stare {\displaystyle \Psi (q_{1},q_{2},\ldots q_{N})} ale unui sistem de N particule identice, considerate în primă aproximație ca dinamic independente, se construiesc, pornind de la un sistem ortonormat complet {\displaystyle |\psi _{i}(q)\rangle } în spațiul Hilbert al unei singure particule, prin simetrizarea (pentru bosoni) sau antisimetrizarea (pentru fermioni) produselor de tipul {\displaystyle |\psi _{i_{1}}(q_{1})\rangle \,|\psi _{i_{2}}(q_{2})\rangle \,\cdots \,|\psi _{i_{N}}(q_{N})\rangle .} Ansamblul funcțiilor generate prin acest procedeu constituie o bază în spațiul Hilbert al sistemului de N particule.
Această descriere este utilizată pentru a calcula proprietățile sistemelor cu un număr redus de particule identice, cum sunt atomul de heliu sau molecula de hidrogen, care conțin fiecare câte doi electroni. Odată cu creșterea lui N, dimensiunea spațiului Hilbert și numărul termenilor care rezultă din simetrizarea sau antisimetrizarea funcției de stare explodează exponențial, respectiv factorial; pentru electronii conținuți într-un volum macroscopic, cum este cazul cu electronii din metale, N ≈ 1023 și un calcul devine imposibil. Dar chiar pentru ordine de mărime mult inferioare, informația conținută în funcția de stare este în mare parte redundantă: de exemplu, dacă proprietățile sistemului sunt dominate de interacțiile biparticulă, stările de interes sunt cele pentru care numărul de ocupare este 2, cele cu număr de ocupare mai mare având o contribuție neglijabilă. 
O bază alternativă în spațiul Hilbert poate fi construită ținând seama de modul în care sunt distribuite cele N particule componente pe stările uniparticulă. Dacă numărul de ocupare al stării {\displaystyle |\psi _{i}\rangle \,} este {\displaystyle n_{i}}, starea {\displaystyle |n_{1},n_{2},\ldots ,n_{r}\rangle } este starea care rezultă prin simetrizare sau antisimetrizare din produsul direct {\displaystyle |\psi _{1}\rangle ^{n_{1}}|\psi _{2}\rangle ^{n_{2}}\cdots |\psi _{r}\rangle ^{n_{r}}.} Aceasta este starea în care {\displaystyle n_{1}} particule se află în starea {\displaystyle |\psi _{1}\rangle }, {\displaystyle n_{2}} particule se află în starea {\displaystyle |\psi _{2}\rangle }, ... {\displaystyle n_{r}} particule se află în starea {\displaystyle |\psi _{r}\rangle }, iar în alte stări nu se află nicio particulă. Numerele de ocupare pot lua valorile 0, 1, 2, ... pentru bosoni dar numai valorile 0 și 1 pentru fermioni; evident, {\displaystyle {\begin{matrix}\sum _{j=1}^{r}n_{j}\end{matrix}}=N.} Ansamblul acestor funcții constituie o bază în spațiul numerelor de ocupare al sistemului de N particule.
Formalismul a fost extins de Fock la sistemele cu număr variabil de particule. El include cazul special N = 0, care nu are sens în mecanica cuantică nerelativistă, dar este omniprezent în teoria cuantică a câmpurilor, în urma proceselor de creare și anihilare de particule la energii relativiste; starea respectivă, numită starea de vid, este notată cu simbolul {\displaystyle |\,0\,\rangle .}

## Operatori de creare și anihilare
Transpunerea formalismului mecanicii cuantice în spațiul numerelor de ocupare se face prin intermediul unor operatori care acționează asupra numerelor de ocupare {\displaystyle n_{i}} (spre deosebire de operatorii care reprezintă observabile în mecanica cuantică și care acționează asupra funcțiilor de stare {\displaystyle |\psi _{i}(q)\rangle } din spațiul Hilbert). Stările corespunzătoare se construiesc cu ajutorul operatorilor {\displaystyle a_{i}} și {\displaystyle a_{i}^{+}}, definiți prin relațiile
{\displaystyle a_{i}\,|\ldots ,n_{i},\ldots \rangle ={\sqrt {n_{i}}}\,|\ldots ,n_{i}-1,\ldots \rangle ,}
{\displaystyle a_{i}^{+}\,|\ldots ,n_{i},\ldots \rangle ={\sqrt {n_{i}+1}}\,|\ldots ,n_{i}+1,\ldots \rangle .}
Rezultă de aici că, pentru un indice {\displaystyle i\,} arbitrar,
{\displaystyle \langle \ldots ,n_{i}-1,\ldots |a_{i}|\ldots ,n_{i},\ldots \rangle =\langle \ldots ,n_{i},\ldots |a_{i}^{+}|\ldots ,n_{i}-1,\ldots \rangle ={\sqrt {n_{i}}},}
adică {\displaystyle a_{i}^{+}} este adjunctul hermitic al lui {\displaystyle a_{i}}. Pentru orice indice {\displaystyle i\,} este satisfăcută relația
{\displaystyle a_{i}^{+}a_{i}\,|\ldots ,n_{i},\ldots \rangle =n_{i}\,|\ldots ,n_{i},\ldots \rangle ,}
adică operatorul {\displaystyle a_{i}^{+}\,a_{i}} are ca valoare proprie numărul de ocupare {\displaystyle n_{i}.} De asemenea,
{\displaystyle \left(a_{i}\,a_{i}^{+}-a_{i}^{+}a_{i}\right)\,|\ldots ,n_{i},\ldots \rangle =|\ldots ,n_{i},\ldots \rangle }
adică
{\displaystyle \left(a_{i}\,a_{i}^{+}-a_{i}^{+}a_{i}\right)=I,}
unde {\displaystyle I} este operatorul unitate. 
Operatorul {\displaystyle a_{i}}, aplicat stării cu indice {\displaystyle i\,}, descrește cu o unitate numărul de ocupare {\displaystyle n_{i}} și se numește operator de anihilare al unei particule în această stare; dacă inițial starea nu era ocupată, aplicarea sa dă un rezultat nul. Operatorul {\displaystyle a_{i}^{+}} crește cu o unitate numărul de ocupare și se numește operator de creare. Operatorul {\displaystyle a_{j}^{+}\,a_{i}}, cu {\displaystyle j\neq i}, anihilează o particulă în starea {\displaystyle i} și creează o particulă în starea {\displaystyle j\,}, adică transferă o particulă din starea {\displaystyle i} în starea {\displaystyle j}, iar numărul total de particule {\displaystyle N\,} rămâne neschimbat.

### Bosoni
Orice stare {\displaystyle |n_{1},n_{2},\ldots ,n_{r}\rangle } a unui sistem de {\displaystyle N\,} bosoni identici se obține prin aplicarea repetată de operatori de creare asupra stării de vid. Presupunând că starea de vid este normată la unitate
{\displaystyle \langle \,0\,|\,0\,\rangle =1,}
rezultatul normat la unitate este 
{\displaystyle |n_{1},n_{2},\ldots ,n_{r}\rangle ={\frac {1}{\sqrt {n_{1}!\,n_{2}!\,\ldots \,n_{r}!}}}\,\left(a_{1}^{+}\right)^{n_{1}}\,\left(a_{2}^{+}\right)^{n_{2}}\,\ldots \left(a_{r}^{+}\right)^{n_{r}}\,|\,0\,\rangle .}
Întrucât funcția de stare pentru bosoni este simetrică, trebuie impusă condiția ca operatorii de creare și anihilare cu indici diferiți să comute:
{\displaystyle \left(a_{i}\,a_{j}^{+}-a_{j}^{+}a_{i}\right)=0\,,\quad {\Big (}a_{i}\,a_{j}-a_{j}\,a_{i}{\Big )}=0\,,\quad \left(a_{i}^{+}a_{j}^{+}-a_{j}^{+}a_{i}^{+}\right)=0\,;\quad \left(i\neq j\right).}

### Fermioni
Cazul fermionilor se deosebește prin faptul că funcțiile de stare sunt antisimetrice, iar numerele de ocupare pot avea numai valorile 0 sau 1. Pentru a obține acest rezultat trebuie ca operatorii de creare și anihilare cu indici diferiți să anticomute:
{\displaystyle \left(a_{i}\,a_{j}^{+}+a_{j}^{+}a_{i}\right)=0\,,\quad {\Big (}a_{i}\,a_{j}+a_{j}\,a_{i}{\Big )}=0\,,\quad \left(a_{i}^{+}a_{j}^{+}+a_{j}^{+}a_{i}^{+}\right)=0\,;\quad \left(i\neq j\right).}
Starea {\displaystyle |n_{1},n_{2},\ldots ,n_{r}\rangle } a unui sistem {\displaystyle N\,} fermioni identici se obține prin aplicarea repetată de operatori de creare asupra stării de vid; fiecare operator poate fi aplicat o singură dată, iar numerele de ocupare sunt toate egale cu 1: 
{\displaystyle |n_{1},n_{2},\ldots ,n_{N}\rangle =|a_{1}^{+}\,a_{2}^{+}\ldots \,a_{N}^{+}|\,0\,\rangle }
Această stare este echivalentul determinantului Slater din tratarea convențională.

## Operatori dinamici
Studiul dinamicii sistemelor de particule identice se face pornind de la existența lor ca particule independente, luând apoi în considerare interacțiunile lor în perechi, în grupuri de câte trei și așa mai departe. Calculele efective nu trec de interacțiile în perechi. În acestă aproximație, hamiltonianul sistemului are forma
{\displaystyle {\mathcal {H}}={\mathcal {H}}^{\left(1\right)}+{\mathcal {H}}^{\left(2\right)}+\cdots }
Termenul {\displaystyle {\mathcal {H}}^{\left(1\right)}} este o sumă de termeni uniparticulă reprezentând energia cinetică și energia potențială într-un câmp extern a fiecărei particule, considerată separat. Termenul biparticulă {\displaystyle {\mathcal {H}}^{\left(2\right)}} introduce interacțiile în perechi, iar punctele de suspensie indică interacțiile în grupuri de trei și mai multe. Discuția care urmează are caracter general și se aplică întocmai oricărui operator dinamic care reprezintă o observabilă. 

### Operatori uniparticulă
Hamiltonianul pentru sistemul de {\displaystyle N\,} particule independente este
{\displaystyle {\mathcal {H}}^{\left(1\right)}\left(q_{1},q_{2},\ldots ,q_{N}\right)=\sum _{i=1}^{N}H\left(q_{i}\right),}
unde {\displaystyle H\left(q\right)} e hamiltonianul uniparticulă. Un calcul direct arată că echivalentul său în spațiul numerelor de ocupare este 
{\displaystyle {\mathcal {H}}^{\left(1\right)}=\sum _{i,j}\,\langle i|H|j\rangle \,a_{i}^{+}a_{j}.}

### Operatori biparticulă
Termenul biparticulă este de forma
{\displaystyle {\mathcal {H}}^{\left(2\right)}\left(q_{1},q_{2},\ldots ,q_{N}\right)=\sum _{i>j=1}^{N}U\left(q_{i},q_{j}\right),}
unde {\displaystyle U\left(q_{i},q_{j}\right)} e o funcție simetrică. Reprezentarea sa în spațiul numerelor de ocupare este 
{\displaystyle {\mathcal {H}}^{\left(2\right)}={\frac {\epsilon }{2}}\sum _{i,j,r,s}\,\langle i,j|U|r,s\rangle \,a_{i}^{+}a_{j}^{+}a_{r}a_{s},}
unde {\displaystyle \epsilon =1} pentru bosoni și {\displaystyle \epsilon =-1} pentru fermioni.

## Cuantificarea a doua
Trecerea de la mecanica clasică a unei particule la mecanica cuantică a aceleiași particule se face înlocuind mărimile fizice observabile prin operatori în spațiul Hilbert. Trecerea de la mecanica cuantică a unei singure particule la teoria cuantică a unui sistem de particule identice se face înlocuind funcția de stare în spațiul Hilbert prin operatori în spațiul numerelor de ocupare. Această asemănare superficială a făcut ca reprezentarea numerelor de ocupare să fie numită, impropriu, „cuantificarea a doua”. 